# Макаринсаари
Макаринсаари (Макаринсари, фин. Makarinsaari) — небольшой остров в Ладожском озере, часть островов Хейнясенмаа Западного архипелага. Территориально принадлежит Лахденпохскому району Карелии, Россия.
Длина — 480 м, ширина 340 м.

## Радиационное заражение острова
Почти весь остров заражён в результате проводимых после войны испытаний. Радиационный фон на острове по состоянию на 2012 год составлял 250 микрорентген/час.